# Ezinge

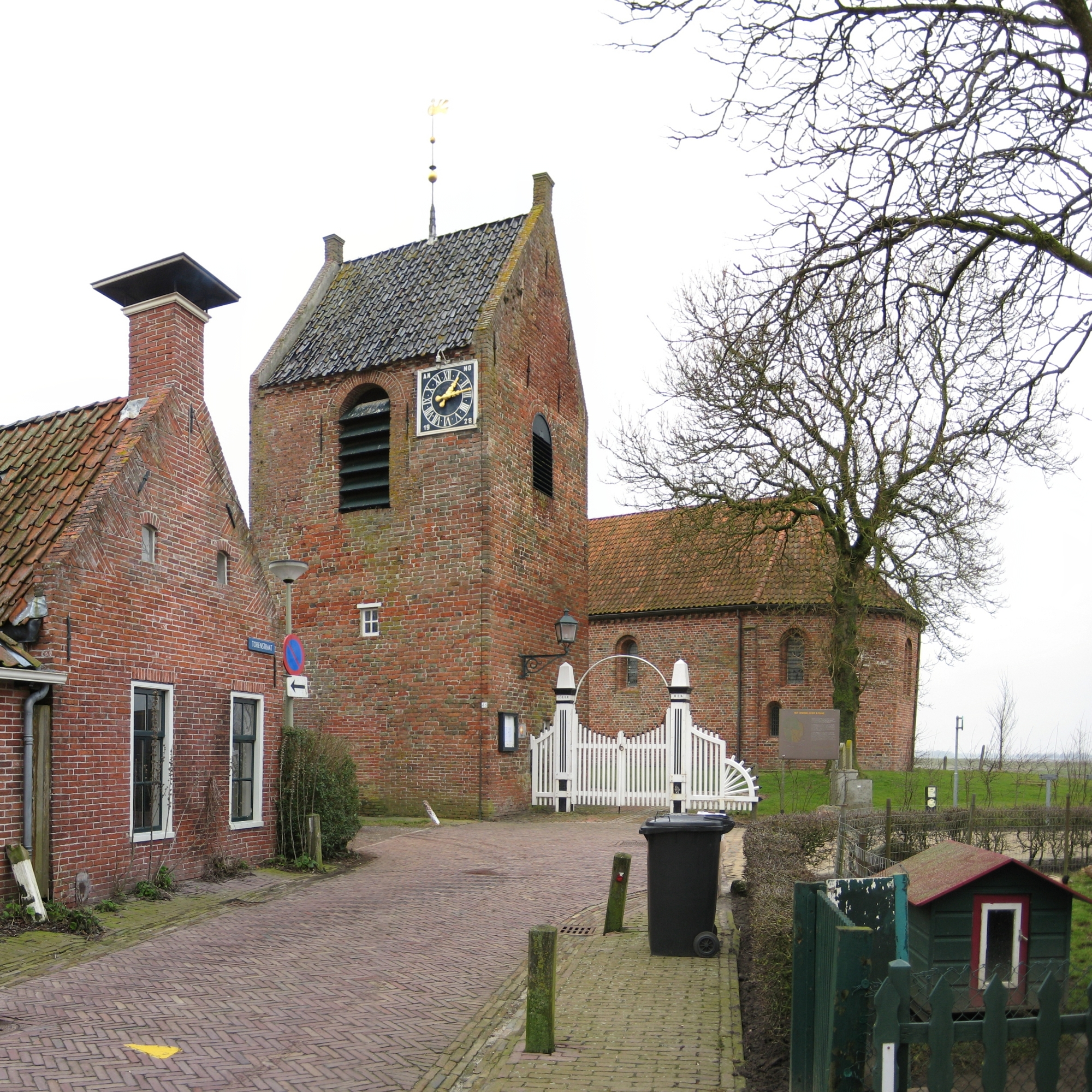
Ezinge: Hervormde Kerk

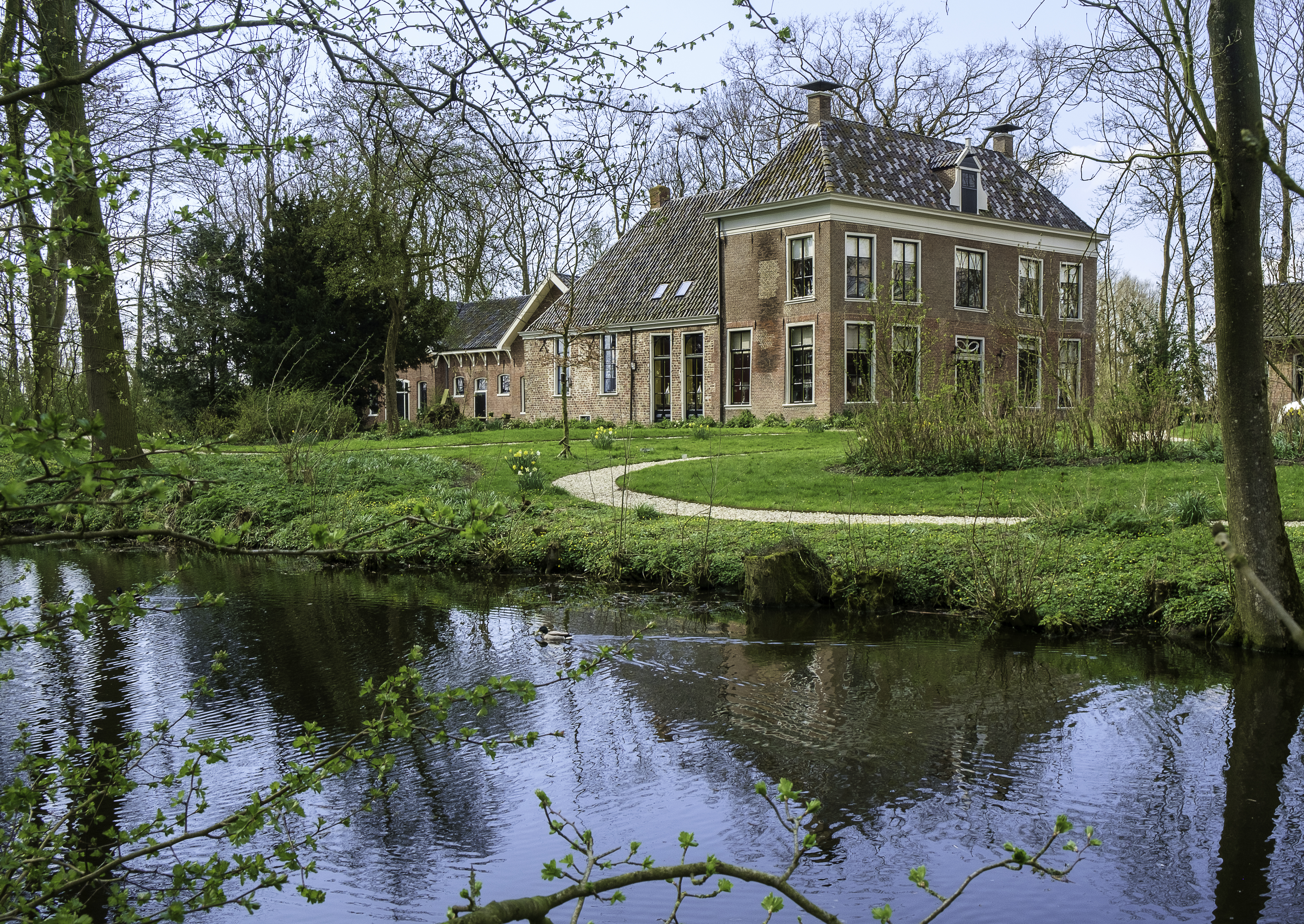
Ezinge: il castello degli Allersma (Allersmaborg)

Ezinge (in Gronings: Aizing o Aisen) è un villaggio (dorp) di circa 800 abitanti del nord-est dei Paesi Bassi, facente parte della provincia della Groninga (Groningen) e situato lungo il corso del fiume Reitdiep, nella regione di Westerkwartier. Dal punto di vista amministrativo, si tratta di un ex-comune, dal 1990 accorpato alla municipalità di Winsum, comune a sua volta inglobato nel 2019 nella nuova municipalità di Westerkwartier.

## Geografia fisica
Ezinge si trova a nord-ovest di Groninga e a sud-ovest di Baflo, tra i villaggi di Eenrum e Zuidhorn (rispettivamente a sud del primo e a nord del secondo).
Il fiume Reitdiep bagna la parte settentrionale del villaggio.

## Origini del nome
Il toponimo Ezinge, attestato anticamente come Eesdingum (1371), van Eesdinghe(n) (1378) e Esding (1475) deriva forse dal nome di persona Esmund.

## Storia

### Dalle origini ai giorni nostri
Tra il 1923 e il 1934 furono condotti nel wierde di Ezinge degli scavi archeologici ad opera di Albert Egges van Giffen.

### Simboli
Nello stemma di Ezinge sono raffigurati la chiesa locale e lo stemma della famiglia Allersma, costituito da due stelle a otto punte.

## Monumenti e luoghi d'interesse
Ezinge vanta 26 edifici classificati come rijksmonumenten.

### Architetture religiose

#### Chiesa protestante
Principale edificio religioso di Ezinge è la chiesa protestante, situata al nr. 46 della Torenstraat e le cui origini risalgno al XII-XIII secolo.

### Architetture civili

#### Castello degli Allersma
Altro edificio d'interesse di Ezinge è il castello degli Allersma (Allersmasborg), risalente in parte al XV secolo e in parte al XVIII secolo.

## Società

### Evoluzione demografica
Al censimento del 2019, Ezinge contava una popolazione pari a 794 abitanti.
La popolazione al di sotto dei 16 anni era pari a 118 unità, mentre la popolazione dai 65 anni in su era pari a 191 unità.
La località ha conosciuto un decremento demografico a partire dal 2013, quando contava una popolazione pari a 840 unità, con un'unica eccezione negli anni tra il 2016 e il 2017, quando la popolazione passò da 787 a 809 abitanti.

## Geografia antropica

### Suddivisioni amministrative
Buurtschappen
- Allersma
- Haardeweer
- De Schoor
- Suttum

## Cultura

### Musei
- Museum Wierdenland[3]